# بیلی براون (هنرپیشه)
بیلی براون (انگلیسی: Billy Brown؛ زادهٔ ۳۰ اکتبر) یک هنرپیشه اهل ایالات متحده آمریکا است. وی از سال ۱۹۹۳ میلادی تاکنون مشغول فعالیت بوده‌است.
از فیلم‌ها یا برنامه‌های تلویزیونی که وی در آن نقش داشته است می‌توان به پیشتازان فضا، و چگونه از مجازات قتل فرار کرد اشاره کرد.